# Dabancheng
Dabancheng är ett stadsdistrikt i Ürümqi i Xinjiang-regionen i nordvästra Kina.